# Anja Lechner

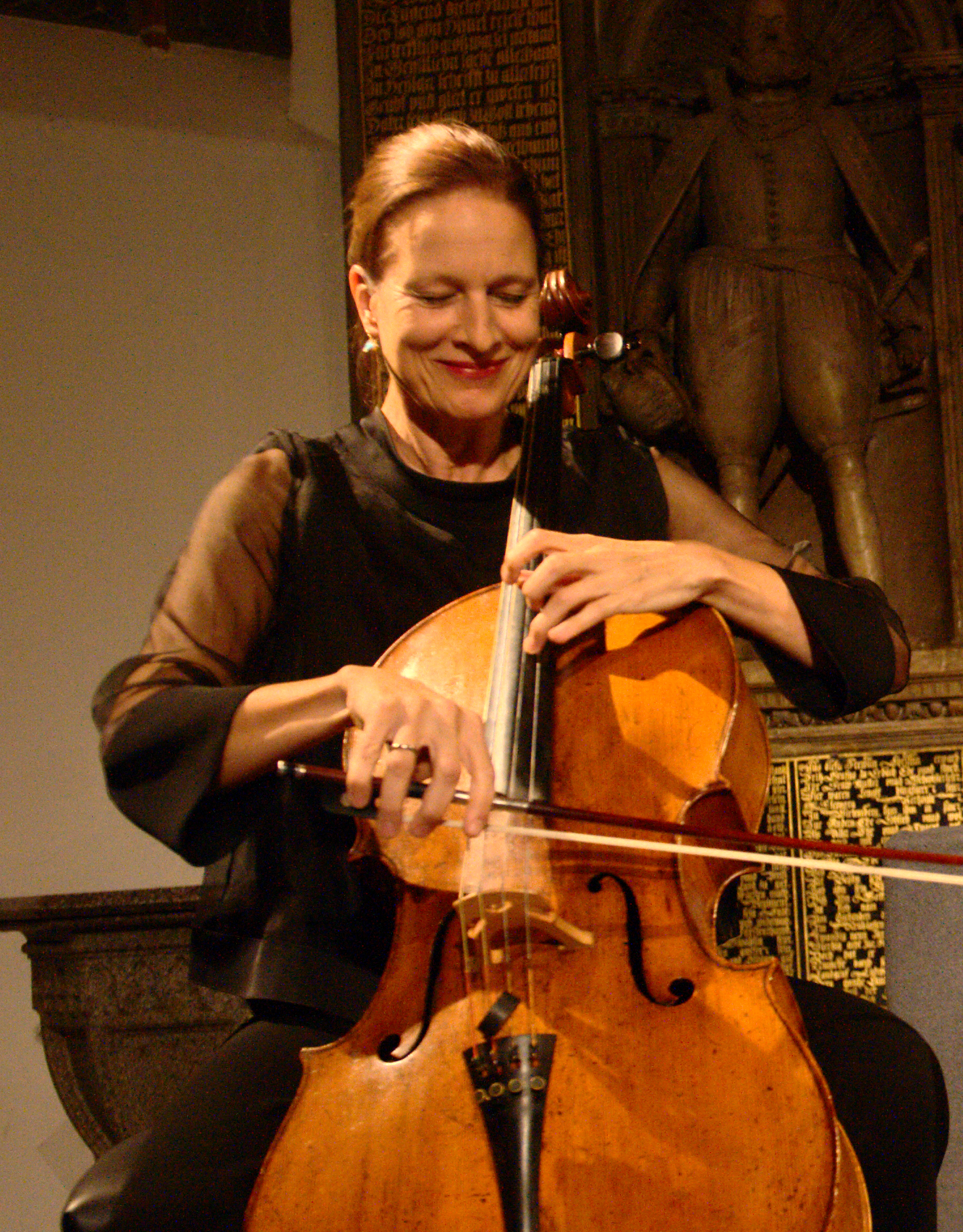
Anja Lechner bei ihrem Konzert mit François Couturier in der Stadtkirche Darmstadt am 11. Oktober 2015.

Anja Lechner (* 1961 in Kassel) ist eine deutsche klassische Cellistin, die auch in der Improvisation zuhause ist.

## Leben
Anja Lechner wuchs in Neubeuern am Inn auf. Sie war Schülerin von Heinrich Schiff und studierte bei János Starker in Bloomington mit einem Stipendium der Studienstiftung des deutschen Volkes. 1980 gewann sie den Ersten Preis beim Bundeswettbewerb der Akademien und Konservatorien, und den Ersten Preis bei der Deutschen Phonoakademie. 1990 wurde sie mit dem Förderpreis der Stadt München ausgezeichnet. Die ARD produzierte 1992 ein Porträt von ihr.
Anja Lechner ist Gründungsmitglied des Rosamunde Quartetts, dem sie von 1992 bis zu seiner Auflösung 2009 angehörte und mit dem sie u. a. Werke von Joseph Haydn, Dmitri Schostakowitsch und Tigran Mansurjan aufnahm. Die Einspielungen bei ECM erhielten viele internationale Kritiken und zahlreiche Auszeichnungen.
Die Aufnahme leggiero, pesante mit Musik von Valentin Silvestrov wurde 2003 für einen Grammy nominiert.
Seit Anfang der 90er Jahre arbeitet sie mit dem argentinischen Bandoneonisten Dino Saluzzi in den verschiedensten Formationen zusammen. 2007 erschien ihre Duo-CD Ojos Negros, die auf einer viel beachteten USA-Tournee Anfang 2007 vorgestellt und vom Magazin Downbeat 2007 zur besten CD des Jahres gekürt wurde. Der Film „El Encuentro“ (Regie: Norbert Wiedmer und Enrique Roos) über das Duo Anja Lechner & Dino Saluzzi wurde 2013 vom Preis der Deutschen Schallplattenkritik ausgezeichnet.
Seit 2006 spielt Anja Lechner im Tarkovsky Quartet mit dem Pianisten und Komponisten François Couturier, dem Saxophonisten Jean-Marc Larché und dem Akkordeonisten Jean-Louis Matinier. Bis 2017 sind drei Alben des Quartets erschienen.
Seit 2012 spielen Anja Lechner und François Couturier auch im Duo. Das 2014 erschienene Album Moderato Cantabile bezeichnete Joachim Kronsbein im Nachrichtenmagazin Der Spiegel als „eines der ungewöhnlichsten Alben des Jahres“.
Weitere Projekte realisierte sie mit Patricia Kopatchinskaja, der Amsterdam Sinfonietta, dem Tallinn Chamber Orchestra, Reto Bieri, Alexei Ljubimov, Anna Gourari und Silke Avenhaus.
Im improvisatorischen Bereich arbeitete sie mit Vassilis Tsabropoulos, Maria Pia De Vito, Michele Rabbia, Misha Alperin, Arkady Shilkloper, Peter Ludwig, Sylvie Courvoisier und Mark Feldman.
Sie hat zahlreiche Werke uraufgeführt, die ihr zum Teil auch gewidmet sind. Von Valentin Silvestrov, Tigran Mansurjan, Arvo Pärt, Dino Saluzzi, Tõnu Kõrvits, Zad Moultaka und Günter Bialas.
Von 1993 bis 1998 hatte sie eine Gastprofessur an der Universität für Musik und darstellende Kunst Graz.
Anja Lechner lebt und unterrichtet in München.

## Diskografie (Auswahl)
- Kultrum, Dino Saluzzi & Rosamunde Quartett, ECM 1998
- Valentin Silvestrov: leggiero, pesante, ECM 2002
- Chants, Hymns and Dances, mit Vassilis Tsabropoulos, mit Musik von G.I. Gurdjieff, ECM 2004
- Nostalghia - Song For Tarkovsky, Tarkovsky Quartet, ECM 2006
- Ojos Negros, mit Dino Saluzzi, ECM 2007
- Navidad de los Andes, mit Dino & Felix Saluzzi, ECM 2011
- Il Pergolese, mit Maria Pia De Vito, ECM 2013
- Tigran Mansurian: Quasi parlando, mit Patricia Kopatchinskaja, Amsterdam Sinfonietta, Candida Thompson, ECM 2014
- François Couturier/Anja Lechner Moderato Cantabile, ECM New Series 2367, 2014[4]
- Tõnu Kõrvits: Mirror, mit Tallinn Chamber Orchestra & Tõnu Kaljuste, ECM 2016
- Valentin Silvestrov: Hieroglyphen der Nacht, mit Agnès Vesterman, ECM 2017
- Franz Schubert: Die Nacht, mit Pablo Márquez, ECM 2018
- Anja Lechner, François Couturier: Lontano, ECM 2020